# Ukanc
Ukanc – wieś w Słowenii, w gminie Bohinj. W 2018 roku liczyła 48 mieszkańców.